# Sociedad Deportiva Rayo
El Sociedad Deportiva Rayo (más conocido como S.D. Rayo) es un equipo de fútbol profesional del cantón Cayambe, provincia de Pichincha, Ecuador, que se desempeña en la Segunda Categoría del Campeonato Ecuatoriano de Fútbol. Está afiliado a la Asociación de Fútbol No Amateur de Pichincha (AFNA).

## Trayectoria
El equipo fue establecido el 12 de febrero de 2008 en la ciudad de Cayambe. Desde su ascenso de la Liga Amateur en 2016 disputó el torneo provincial de Ascenso de Pichincha entre 2017 y 2022, con excepción de la edición 2020, debido a la pandemia mundial de coronavirus.
El club volverá a disputar el torneo provincial de ascenso en 2023.